# Lodewijk Heyligen
Lodewijk Heyligen (au nom latinisé en  Ludovicus Sanctus) , né en  1304 à Beringen (Belgique) et décédé en 1361 à Avignon (France), était un moine bénédictin et théoricien de la musique originaire de la Principauté de Liège. Il servit en tant que maître de musique du cardinal Giovanni Colonna à Avignon.  Don Ursmer Berlière l'a identifié comme étant le "Socrate", l'un des plus proches amis du poète italien Pétrarque. Son nom  latin Ludovicus Sanctus (parfois Santus) signifie 'Louis le Saint' et est une traduction littérale de son nom néerlandais 'Lodewijk Heyligen'.